# Bošnjakizacija
Bošnjakizacija ili bošnjačenje je naziv za proces prevođenja južnoslavenskih muslimana s područja Bosne, Hercegovine i susjednih država u posebnu bošnjačku naciju. Konvertiranje se neuspješno pokušava provesti i na muslimane čiji je jedan od roditelja južnoslavenski kršćanin, a drugi nejužnoslavenski musliman (Albanac, Turčin, Rom, Arapin i dr.).
Ovaj proces začet je u Bosni i Hercegovini, prvo za vrijeme austro-ugarske uprave (1878. – 1918.), kad su osmišljeni prvi politički projekti stvaranja integralne "bosanske", a potom i posebne "bošnjačke" nacije. Integralni "bosanski" projekt pokazao se neostvarivim još za vrijeme austro-ugarske uprave, budući su i bosanskohercegovački Hrvati i bosanskohercegovački Srbi odlučno se oduprijeli stvaranju integralne "bosanske" nacije i utapanje u tu umjetnu tvorevinu. Stoga je težište preneseno na poseban "bošnjački" projekt, koji je stekao nekakvo uporište kod dijela bosanskohercegovačkog begovata. Ključnu ulogu u osmišljavanju i sprovođenju spomenutih projekata odigrao je austro-ugarski ministar Benjamin Kallay, koji je od 1882. do 1903. godine bio nadležan za Bosnu i Hercegovinu. Kraljevina Jugoslavija prekinula je odmah ovaj austro-ugarski projekt pokusa s nacijom. Ni u Nezavisnoj Državi Hrvatskoj nije se davalo mjesta ideji bošnjačke nacije, nego su to smatrali samo regionalnom oznakom, što ona i jest. U drugoj Jugoslaviji bošnjačko ime nije promovirano, ali mu je dana podloga preko genocidnog istrebljivanja i kažnjavanja svih muslimana koji su se sasvim opravdano smatrali Hrvatima ili Srbima. Na životu u Jugoslaviji ostali su većinom nacionalno indiferentni Muslimani i oni koji su bili skloni k nekoj neodređenoj ili posebnoj naciji. Ta se skupina deklarirala kao Muslimani ili Jugoslaveni. Ideju bošnjačke nacije njegovali su samo neki emigrantski političari (Adil Zulfikarpašić i kasnije Muslimanska bošnjačka organizacija). Bošnjački projekt ponovo je pokrenut u vrijeme raspada Jugoslavije, kada su prvaci jugoslavenskih Muslimana odlučili preimenovati se u etničke Bošnjake, no tek nakon par godina, jer u Muslimana je novo ime isprve odiozno primano. Proces je naišao na otpor kod hercegovačkih Muslimana, no zbog rigidnosti čelnika poslušno su se priklonili odluci. Taj proces je prvobitno zahvatio Bosnu i Hercegovinu, a potom se proširio na sjeveroistočnu Crnu Goru i jugozapadnu Srbiju, uključujući Sandžak, kao i dijelove Kosova te Hrvatske. Kao uporište za bošnjačku etnogenezu uzimaju se pseudoznanstvene teorije o neslavenskom podrijetlu i bogumilstvu, a kasnije islamizacija, kao konačan izraz bošnjačke posebnosti, čime je izvršena vjerska doktrinacija etnosa.